# Pertusaria pertractata
Pertusaria pertractata är en lavart som beskrevs av Stirt. Pertusaria pertractata ingår i släktet Pertusaria och familjen Pertusariaceae.   Inga underarter finns listade i Catalogue of Life.